# جليزي بالا (مقاطعة دهلران)
جليزي بالا (بالفارسية: جلیزی بالا) هي قرية تقع في قسم نهرعنبر الريفي (مقاطعة دهلران) في إيران. يقدر عدد سكانها بـ 983 نسمة بحسب إحصاء 2016.